# Кабинет Исланда
Кабинет Исланда (исл. Stjórnarráð Íslands) је највиши извршни орган Републике Исланд. Састоји се из премијера Исланда и кабинетских министара. Његове чланове именује предсједник Исланда.